# Мессен (Мёрт и Мозель)
Мессе́н (фр. Messein) — коммуна во французском департаменте Мёрт и Мозель, региона Лотарингия. Относится к кантону Нёв-Мезон.

## География
Мессен расположен на северо-востоке Франции. Граничит с запада с Нёв-Мезон, с северо-востока с Людр. На территории коммуны находится доисторическое городище Аффрик (500 лет до н.э.).

## Демография
Население коммуны на 2010 год составляло 1822 человека.
| 1962 | 1968 | 1975 | 1982 | 1990 | 1999 | 2010 |
| ---- | ---- | ---- | ---- | ---- | ---- | ---- |
| 1158 | 1212 | 1204 | 1445 | 1508 | 1500 | 1822 |